# Bąkula

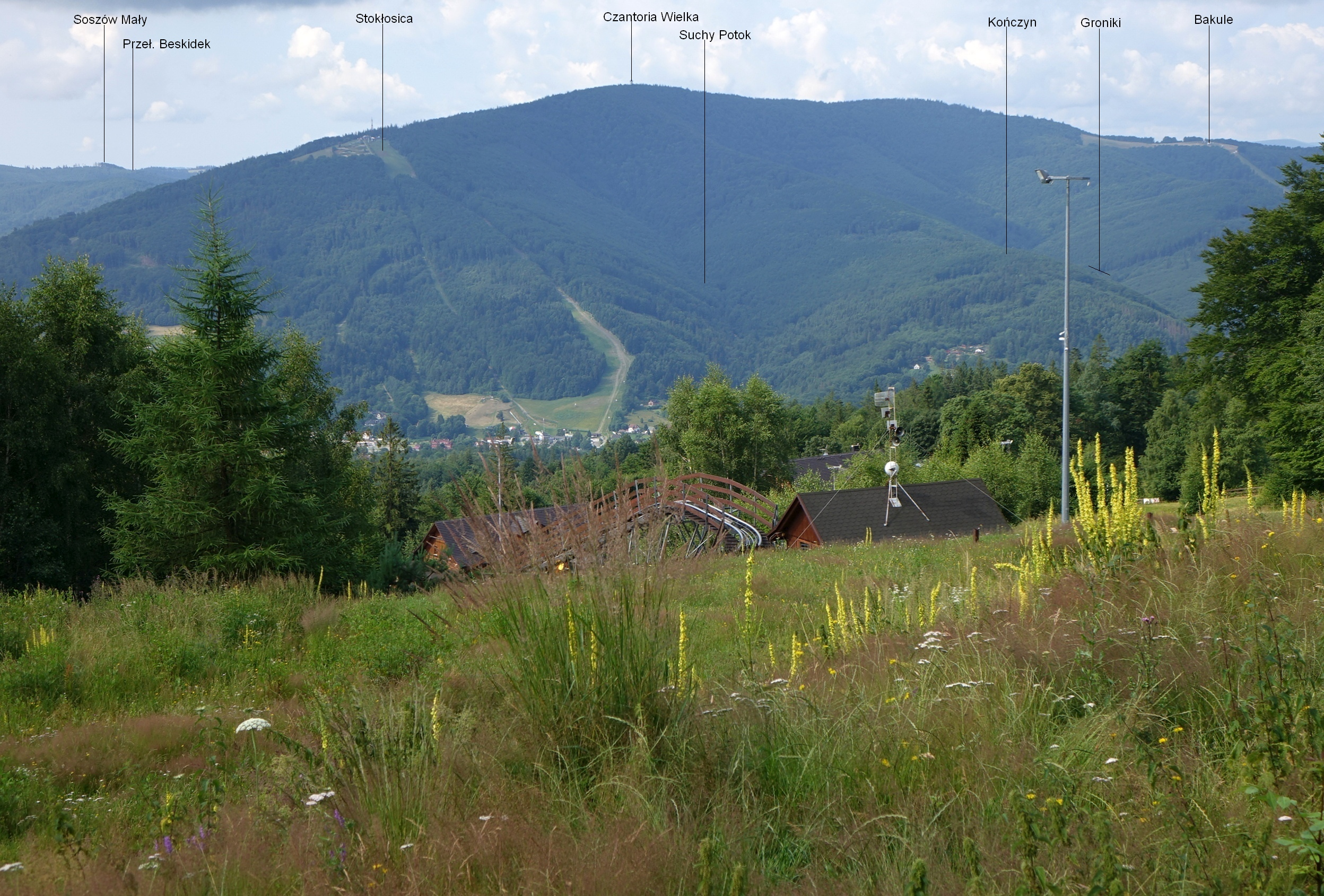
Położenie Bąkuli. Widok z Równicy

Bąkula – polana w Beskidzie Śląskim, znajdująca się na przełączce między Czantorią Wielką i Czantorią Małą. Na mapie Geoportalu opisana jest jako Bakule – uroczysko, dawna miejscowość. Położona jest na wysokości około 800–843 m. Znajduje się na niej górna stacja dwóch wyciągów narciarskich „Poniwiec”; jeden orczykowy, drugi talerzykowy. Z polany prowadzi w dół trasa zjazdowa do polany Goryczka, na której jest dolna stacja wyciągu. Wzdłuż trasy zjazdowej i niżej przez las doliną Potoku Roztoki prowadzi w dół tzw. „Rycerska ścieżka”, którą można zejść w dół do Ustronia.
Przez polanę Bąkula prowadzi znakowany szlak turystyczny. Wiedzie on przez Małą i Wielką Czantrorię wzdłuż lub w pobliżu granicy polsko-czeskiej.
 odcinek: Mała Czantoria – Bąkula – Schronisko turystyczne na Czantorii – Czantoria Wielka. Czas przejścia 1 godz., z powrotem 50 min.